# Блохоловка
Блохоловка — популярный среди аристократии аксессуар XV—XVI веков, шкурка соболя или другого пушного зверька, прикреплявшаяся к поясу или носимая на плече, с искусственными головой и лапами зверька из золота и драгоценных камней.

## История
Известно более 30 изображений женщин того времени с такими аксессуарами, мода на них распространилась по Европе из Италии. Нередко они фигурируют и в документах эпохи: драгоценные шейные украшения из шкур куницы упоминаются в описи имущества герцога Карла Смелого за 1467 год, королева Елизавета получила на рождественские праздники от графа Лестера соболя, украшенного золотом, алмазами и рубинами. Мода на подобные меховые украшения полностью исчезла в начале XVII в., хотя в XIX в. отчасти возродилась в виде моды на ношение цельных шкур лис и норок.
Сам термин «блохоловка» был придуман в 1894 году австрийским офицером-оружиеведом В. Бехаймом, предположившим, что меховые украшения в прошлом были предназначены для приманивания блох с тел их хозяев. Однако доказательств этого не существует, да и блох не привлекают холодные мёртвые шкурки, а только тепло живого тела. В эпоху Ренессанса такие украшения называли просто «собольками» (итал. zibellino), и скорее всего, они были просто призваны продемонстрировать богатство и роскошный образ жизни обладательницы.
Есть более правдоподобная версия о подлинном значении этого аксессуара: поскольку ласки, хорьки и куницы, согласно античному представлению, рожавшие детёнышей изо рта, считались в Средневековье символом непорочного зачатия, в массовом сознании шкурки этих зверьков и других куньих превратились в талисманы для беременных женщин или желающих забеременеть.
Не ясно, совмещалось ли символическое и декоративное назначение меховых блохоловок с действительной защитой от блох, но в принципе ничто не мешало помещать внутри клейкие приманки, которые клались в распространённые твёрдые ловушки. Внутрь закручивающихся блохоловок в качестве приманки клали небольшой кусочек ткани, пропитанный мёдом, кровью, смолой или душистыми веществами. Заползшее внутрь насекомое прилипало к приманке. Блохоловки носили под париками и внутри женских причесок, под одеждой и на шее, словно подвеску, а также ставили в спальне у кровати. Вылавливание блох было делом повседневным и в какой-то степени даже эротическим. Разумеется, все такие предметы были щедрого разнообразного дизайна.